# Pesalakan (Bandar)
Pesalakan is een bestuurslaag in het regentschap Batang van de provincie Midden-Java, Indonesië. Pesalakan telt 2742 inwoners (volkstelling 2010).